# Epik
Epik (altgriechisch ἐπικὴ [ποίησις] epikḗ [poíēsis] „zum Epos gehörend[e Dichtung]“), auch erzählende Literatur genannt, ist neben Dramatik und Lyrik eine der drei großen Gattungen der Literatur und umfasst erzählende Literatur in Vers- oder Prosaform. Angewandt im heutigen Sprachgebrauch taucht Epik oftmals in Erweiterung mit anderen Kunstgattungen auf, so etwa im epischen Theater, Film, Musik, Roman, Bühnenwerk, Fernsehfilm und Computerspiel, worin die Handlung ein Thema der Größe, Würde und des Heroismus entfaltet, ähnlich wie im klassischen Epos.

## Wortbedeutung
Der Begriff leitet sich vom antiken Epos ab, das in Versen verfasst war und von Helden und Göttern handelte. Beispiele hierfür sind Homers Ilias oder auch Hesiods Theogonie. Die moderne Epik hingegen ist in Prosaform verfasst und enthält meist einen Erzähler, ist meist fiktional oder teil-fiktional und hat eine bestimmte Zeitstruktur.

## Geschichte
Bis zur Poetik des 18./19. Jahrhunderts ist die Epik eine Bezeichnung für die Kunst des Epos. Mit der zunehmenden Differenzierung der epischen Dichtung im 18. Jahrhundert und der Entwicklung der Prosa werden unter dem Begriff Epik alle Genres der erzählenden Literatur erfasst. Die Epik unterscheidet sich von der Dramatik und Lyrik durch grundlegende Merkmale der Gestaltung, der Kommunikation und der Funktionsweise. Zu diesen Merkmalen gehören:
- das Erzählen als charakteristische Form der Vermittlung zwischen Erzähler und Zuhörer oder Leser, wobei aus der Perspektive des Erzählers oder einer dritten Figur erzählt wird (Erzählperspektive),
- die Vergegenwärtigung des Geschehens als Vergangenes oder ungebundener Umgang mit der Zeit (Erzählerzeit),
- die Gestaltung gesellschaftlicher Zustände sowie
- die Schilderung individueller Begebenheiten, Erlebnisse (auch als Bewusstseinsstrom bezeichnet).

Zu den ersten epischen Formen finden sich Aufschriften auf Gegenständen, die den Gegenstand erklären (Epigramm) sowie die höheren Formen (Gnome, Apophthegma, Elegie). In den Kosmogonien, Theogonien und mystischen Heilslehren erhält die Epik einen mehr poetischen Gehalt, indem das natürliche Geschehen in personifizierten Taten und Ereignissen dargestellt wird. Für die Formen Märchen, Sagen und Legenden gilt dies gleichermaßen. Bis zum Ende des 18. Jahrhunderts bestimmt das Epos die Merkmale dieser Formen.
In der Übergangsphase von der feudalen zur bürgerlichen Gesellschaft wandelte sich die Epik grundlegend, und es erfolgte in Europa der Übergang von der Vers- zur Prosa-Epik, die anfangs nicht selten als Nacherzählung aus der Vers- in die Prosaform Eingang fand. Damit diese differenzierte Welt greifbar zu machen war, mussten sich neue Erzählformen herausbilden. Dazu gehörte der Roman. Gleichzeitig entstanden, bedingt durch die industrielle Revolution, effektivere Mechanismen zur Verbreitung und Herstellung von Literatur. Dadurch beschleunigte sich die Entwicklung der literarischen Formen und es entwickelten sich Formen wie die Novelle, die Glosse und die Kurzgeschichte.

## Formen der Epik
Großformen
- Roman
- Abenteuerroman
- Entwicklungsroman
- Kriminalroman
- Bildungsroman
- Schäferroman
- Epos
- Saga

Kleinformen
- Erzählung
- Novelle
- Anekdote
- Kurzgeschichte
- Romanze (Literatur)
- Kalendergeschichte
- Schwank
- Verserzählung
- Essay
- Idylle

Kürzestformen
- Sprichwort
- Aphorismus

Volkstümliche Formen
- Märchen
- Sage
- Volksballade

Didaktische Formen
- Legende
- Fabel
- Parabel/Gleichnis

## Umgangssprachliche Verwendung
Umgangssprachlich wird der Begriff episch häufig verwendet, um auf ein besonders großes Ausmaß (insbesondere Länge, Tiefgründigkeit) einer Aktion hinzuweisen. Beispiele dafür sind Aussagen der Form, dass ein Sachverhalt in epischer Breite, Tiefe oder Länge ausgeführt, beschrieben oder dargestellt wurde. Einerseits besitzt die Verwendung fallweise eine kritische oder negative Konnotation, und derjenige, der den Begriff episch einsetzt, deutet damit an, dass die Aktion aus seiner Sicht länger gedauert habe, als er erwartet oder für notwendig erachtet hatte. Andererseits wird „episch“ (abgeleitet von englisch epic) in der Netzkultur verwendet, um als Superlativ einen Sachverhalt besonders positiv zu bewerten.

## Weiterführende Literatur
- Volker Mertens, Ulrich Müller (Hrsg.): Epische Stoffe des Mittelalters. Kröner, Stuttgart 1984, ISBN 978-3520483010.
- Fritz Peter Knapp: Historische Wahrheit und poetische Lüge. Die Gattungen weltlicher Epik und ihre theoretische Rechtfertigung im Hochmittelalter. In: Deutsche Vierteljahrsschrift für Literaturwissenschaft und Geistesgeschichte. Band 54,1980, S. 581–635.